# Вурдалаки (фільм, 2016)
«Вурдалаки» (рос. Вурдалаки) — російський художній фільм режисера Сергія Гінзбурга, знятий в окупованому Росією Криму. Екранізація повісті Олексія Толстого «Сім'я вурдалака». Прем'єра відбулася 22 лютого 2017 року. Перший тизер-трейлер вийшов 30 березня 2016 року.

## Сюжет
Події фільму розгортаються в XVIII столітті. Імператриця Єлизавета Петрівна відправляє в Карпати свого хрещеника Андрія, щоб повернути в Петербург засланого в Спаський монастир ченця Лавра. При зустрічі з Андрієм Лавр відмовляється повертатися в столицю. Пізніше Андрій розуміє, що в гірських лісах живуть вурдалаки, притулком яких є замок Вітольда — головного вампіра, кінцевою метою якого є поневолення людства.

## В ролях
- Костянтин Крюков — Андрію Васильовичу Любчинська, флігель-ад'ютант
- Аглая Шиловська — Мілена
- Михайло Пореченков — Лавр
- Роман Мадянов — Парамон
- Андрій Руденський — Вітольд
- Ігор Хрипунов — турок
- Анатолій Гущин — Лукач
- Михайло Жигалов — гірчить
- Костянтин Милованов — Георгій
- Анна Арланова — Зденка
- Юлія Ауг — мама Маріки
- Катерина Стулова — вурдалачка
- Лера Ареф'єва — Маріка
- Іван Шмаков — Міша

## Знімальна група
- Сценарій: Олексій Тімм, Тихон Корнєв, Олексій Караулов
- Режисери монтажу: Ольга Прошкіна, Костянтин Мазур
- Монтаж на Посилання: Олексій Гразнов
- Кастинг: Анастасія Леонова
- Оператор стедікама: Олександр Вдовенко
- Другий режисер: Юлія Мосальов
- Звукорежисери: Ольга Суботіна, Артем Чечкенев, В'ячеслав Колесніков
- Постановник трюків: Дмитро Тарасенко
- Художники по гриму: Анастасія Коміссарова, Ольга Ровба
- Художник по костюмах: Світлана Литвинова
- Художник-постановник: Євген Матюненко
- Композитори: Олександр Туркунов, Вадим Маєвський
- Супервайзер комп'ютерної графіки: Михайло Комісарів
- Оператор-постановник: Андрій Гуркіна
- Режисер-постановник: Сергій Гінзбург
- Продюсер виробництва: Максим Корольов
- З-продюсери: Іван Кульшіцкій, Олександр Зуєв
- Виконавчі продюсери: Максим Корольов, Леонід Петров
- Продюсери: Катерина Городоцька, Андрій Радько

## Створення
Сценарій фільму був написаний ще навесні 2008 року, але через чергову кризу зйомки були відкладені на довгий час, поки компанія «Горад» не викупила права і не реанімувала проект. Про підготовчий період продюсер Катерина Городецька розповіла наступне:
Підготовчий період почався в травні 2014 року. Тоді ми щільно працювали зі сценарієм і паралельно розробляли загальну стилістику фільму, створювали референс персонажів фільму — як повинні виглядати головні герої картини, жителі села, якими будуть сили зла і т. д. За п'ять місяців до старту зйомок підключилися художник по костюмах, художник- постановник, асистент режисера з реквізиту, і референси доопрацювались, перетворившись уже в фінальні ескізи костюмів, декорацій, реквізиту.
Зйомки проводилися в окупованому Криму, на території історичного комплексу Чуфут-Кале.